# Alloxysta nigripes
Alloxysta nigripes är en stekelart som först beskrevs av Thomson 1887.  Alloxysta nigripes ingår i släktet Dilyta, och familjen glattsteklar. Arten är reproducerande i Sverige.